# Contarina Barbarigo

Stemma Barbarigo

Contarina Barbarigo (metà del XVIII secolo – Venezia, 25 dicembre 1804) è stata una nobildonna italiana, protagonista della mondanità veneziana di fine Settecento.

## Biografia
Figlia di Gregorio Barbarigo e dell'ancor più nota Caterina Sagredo, ebbe un'educazione fondata sulla danza e il canto con qualche nozione di lingua francese. Nel 1765 sposò Marin Zorzi, ma il matrimonio fu annullato nel 1773 per "inabilità del marito". Suo vero amore fu invece Andrea Memmo, con il quale ebbe un'appassionata relazione dal 1763 al 1783.
Tra il 22 gennaio e il 28 febbraio del 1780 ospitò a Napoli Antonio Canova.
La Barbarigo compare nelle cronache mondane della città sino all'intervento degli inquisitori di Stato, che la richiamarono da Parigi (dove si era recata nel 1783) invitandola a una condotta più sobria. Si ritirò dunque nella sua villa di Valsanzibio (frazione di Galzignano Terme), dove concluse la sua esistenza in solitudine, badando ai propri interessi patrimoniali e lontana dai turbinosi eventi culminati con caduta della Repubblica nel 1797.
Ultima del suo ramo familiare, lasciò la sua cospicua eredità al cugino Marcantonio Michiel e ai suoi dipendenti.